# Nia epidermoidea
Nia epidermoidea är en svampart som beskrevs av M.A. Rosselló & Descals 1993. Nia epidermoidea ingår i släktet Nia och familjen Niaceae.   Inga underarter finns listade i Catalogue of Life.